# Thuế tiêu thụ
Thuế tiêu thụ là một loại thuế đánh vào chi tiêu tiêu dùng cho hàng hóa và dịch vụ. Cơ sở thuế của một loại thuế như vậy là tiền chi cho tiêu dùng. Thuế tiêu thụ thường là gián tiếp, chẳng hạn như thuế bán hàng hoặc thuế giá trị gia tăng. Tuy nhiên, thuế tiêu thụ cũng có thể được cấu trúc như một hình thức thuế trực tiếp, mang tính cá nhân.

## Các loại

### Thuế giá trị gia tăng
Thuế giá trị gia tăng áp dụng cho giá trị thị trường được thêm vào sản phẩm hoặc nguyên liệu ở mỗi giai đoạn sản xuất hoặc phân phối. Ví dụ: nếu một nhà bán lẻ mua một chiếc áo với giá hai mươi đô la và bán nó với giá ba mươi đô la, thuế này sẽ áp dụng cho chênh lệch mười đô la giữa hai số tiền. Thuế giá trị gia tăng đơn giản sẽ tỷ lệ thuận với tiêu dùng nhưng cũng có xu hướng lũy thoái về thu nhập ở mức thu nhập cao hơn, vì tiêu dùng có xu hướng giảm khi tỷ lệ thu nhập tăng khi thu nhập tăng. Tiết kiệm và đầu tư được hoãn thuế cho đến khi chúng trở thành tiêu dùng. Thuế giá trị gia tăng có thể loại trừ một số hàng hóa nhất định để làm cho nó ít hồi quy hơn so với thu nhập. Nó được áp đặt ở các nước Liên minh châu Âu.
Thuế giá trị gia tăng là thuế dựa trên tiêu dùng và được đánh thuế mỗi lần giá trị của hàng hóa được tăng lên trong quá trình sản xuất đến điểm bán.
Ở Úc, Canada, New Zealand và Singapore, thay vào đó, nó được gọi là "Thuế hàng hóa và dịch vụ". Ở Canada, nó còn được gọi là Thuế doanh thu hài hòa khi được kết hợp với thuế bán hàng của tỉnh.

### Thuế doanh thu
Thuế doanh thu là một phần của doanh thu chính phủ và thông thường là thuế tiêu thụ áp dụng cho bán hàng hóa và dịch vụ. Nó được chính phủ chấp nhận để thu thuế bán hàng của nhà bán lẻ và gửi thêm cho chính phủ. Thuế bán hàng thường áp dụng cho việc bán hàng hóa, và đôi khi cũng áp dụng cho việc bán dịch vụ. Thuế được áp dụng tại điểm bán. Luật pháp có thể cho phép người bán chia thành từng khoản thuế riêng biệt với giá của hàng hóa hoặc dịch vụ, hoặc họ có thể yêu cầu nó được bao gồm trong giá. Số tiền thuế thường là <i id="mwHg">giá trị quảng cáo</i>, nghĩa là, nó được tính bằng cách áp dụng tỷ lệ phần trăm cho giá tính thuế của bán hàng. Khi thuế đánh vào hàng hóa hoặc dịch vụ được trả cho cơ quan chủ quản trực tiếp bởi người tiêu dùng, nó thường được gọi là thuế sử dụng. Thông thường luật pháp quy định miễn trừ một số hàng hóa hoặc dịch vụ không phải chịu thuế doanh thu và sử dụng.

### Thuế tiêu thụ đặc biệt
Thuế tiêu thụ đặc biệt là thuế bán hàng áp dụng cho một loại hàng hóa cụ thể, điển hình là rượu, thuốc lá, xăng dầu (xăng) hoặc du lịch. Thuế suất thay đổi tùy theo loại hàng hóa và số lượng mua và thường không bị ảnh hưởng bởi người mua nó.
Thuế tội lỗi, là một loại thuế tiêu thụ đặc biệt áp dụng cho các mặt hàng được coi là có hại cho xã hội, trong nỗ lực giảm tiêu dùng bằng cách tăng giá.